# Залізна людина
Залізна людина (англ. Iron Man), справжнє ім'я Ентоні Едвард «Тоні» Старк (англ. Anthony Edward "Tony" Stark) — супергерой з коміксів американського видавництва Marvel Comics, який вперше з'явився у 39 випуску коміксу Tales of Suspense, і був вигаданий Стеном Лі та Джеком Кірбі.

## Біографія вигаданого персонажа

Тоні Старк

Син багатого промисловця Говарда Старка, Тоні був геніальним винахідником і механіком. Він успадкував бізнес батька у віці 21 року, перетворивши компанію в одного з провідних виробників зброї. Тоні був поранений осколком в груди під час польового випробування на придатність бойової броні, яка повинна була наділити солдат бойовими здібностями. Старка взяв в полон збройовий барон Вонґ Чу, змусивши його створити зброю масового ураження — тільки тоді Тоні отримав би операцію, необхідну для порятунку його життя.
Разом зі своїм товаришем і колишнім полоненим Хо Йінсеном, лауреатом Нобелівської премії з фізики, Старк почав працювати над модифікованим екзоскелетом, оснащеним важким озброєнням. В секреті навіть від Старка, Йінсен сконструював захисну грудну пластинку для підтримки пораненого серця винахідника. Старк одягнув костюм, щоб спробувати втекти з полону, але сам Професор Йінсен був убитий у вирішальній сутичці. Він віддав своє життя, щоб Залізна людина зміг жити.
Перемігши збройового барона, Старк повернувся в Америку і переконструював костюм. Вигадавши історію, що Залізна людина був його охоронцем, Старк вступив в подвійне життя як мільярдер-винахідник і костюмований шукач пригод. Ранні вороги посилали шпигунів і іноземних агентів в намірі вкрасти броню Старка і його військові секрети. Через деякий час Старк припинив захищати тільки свої особисті інтереси. Він також став займатися питаннями національної та міжнародної безпеки. Залізна людина допоміг заснувати Месників і став спонсором їх команди.
Попри величезне багатство, життя Старка не бездоганне. Починаючи свою кар'єру, він був змушений весь час носити нагрудну пластину, щоб захистити своє серце. Старк, до того ж колишній алкоголік, і його особисте життя — суцільний безлад. У багатьох випадках, Залізна людина — це звільнення та оболонка, яку він носить, щоб тримати навколишній світ в стороні.
Вороги Залізної людини мали різні форми, від завойовників з претензіями на світове панування і корпоративних конкурентів до суперзлочинців і іноземних агентів, які прагнули перевершити або вкрасти його технології.
Старк ріс, відчуваючи дедалі більшу відповідальність за використання його технологій в усьому світі. Старк Ентерпрайзіс розірвало співпрацю з урядом, зосередившись на технологіях, які поліпшать життя людей.
Навчений в молодості платити тим, хто допоміг йому жити настільки комфортним життям, Старк заснував безліч благодійних фондів та установ. З все більшим почуттям відповідальності він досяг нового рівня дорослішання. Порівнюючи свій секрет більше з боргом, ніж з особистим майном, Старк зважився розкрити світу, що він — Залізна людина. З вантажем подвійного життя на своїх плечах Старк виявив себе на незнайомій території як один з небагатьох публічно відомих героїв. Тоні Старк — затятий фанат футболу.

### 1970-ті— початок 1980-тих
Старк розширює арсенал броні для конкретних ситуацій, таких як космічні подорожі стелс. У Старка також розвивається серйозна залежність від алкоголю в сюжеті «Демон в пляшці». Перший раз це стає проблемою, коли Старк дізнається, що агентство національної безпеки купує контрольний пакет акцій його компанії, щоб забезпечити подальший розвиток зброї Старка для них. Разом з тим було виявлено, що декілька незначних супервільйонів, озброєних передовим озброєнням, які залякали Старка протягом усієї своєї супергеройської кар'єри, насправді використовують бізнес-конкурента Старка, Джастіна Хаммера, який починає безпосередньо ставити Старка. Одного разу в маніпуляціях з «Хаммером» броня «Залізної людини» перебирається і використовується для вбивства дипломата. Хоча залізну людину відразу не підозрюють, Старк змушений передати броню владі. Зрештою, Старк і Роудс, який зараз є його особистим пілотом і довіреною особою, відстежують і перемагають тих, хто за це відповідає. За підтримки своєї тодішньої подруги, Бетані Кабе, його друзів і співробітників, Старк долає ці кризи та долає свою залежність від алкоголю. Одного разу Залізна людина перешкоджає спробі Думка просити допомогу Моргана Ле Фей, а латверійський правитель присягає на смертельну помсту — щоб помститись колись після того, як вони повернуться у власний час.
Через деякий час безжальний суперник, Обадія Стайн, маніпулює Старком емоційно. В результаті Старк втрачає контроль над Старк Інтернешнл, стає бездомним і відмовляється від своєї броні, Роудс стає новою Залізною людиною. Зрештою, Старк повертається. Старк зосереджується на нових технологічних проєктах, включаючи будівництво нового комплексу броні як частину його рекуперативної терапії. Роудс продовжує діяти як Залізна людина, але неухильно стає агресивнішим і параноїдальнішим, оскільки броня не була правильно відкалібрована для його використання. Врешті-решт Роудс продовжує бунтувати, і Старк повинен зафіксувати репліку своєї оригінальної броні, щоб зупинити його. Повністю відновлений, Старк стикається зі Стейном, який сам розробив броню на основі конструкцій, захоплених разом з Stark International, називаючи себе «Айрон Мангер». Переможений у битві, Стейн, щоб не давати Старку задоволення від суду, вчиняє самогубство. Незабаром після цього Старк створює Stark Enterprises, зі штаб-квартирою в Лос-Анджелесі.

### Кінець 1980-тих— 1990-ті
У спробі перешкодити іншим людям зловживати своїми технологіями, Старк йде про відключення інших броньованих героїв і лиходіїв, які використовують костюми, засновані на техніці Залізної людини, броні яких були вкрадені його ворогом Спимастером. Його прагнення знищити вкрадену технологію, спочатку названу «Старк воєн», але відомішу як «Війни з бронею», дуже сильно зашкодили його репутації «Залізної людини». Залізна людина подорожує в Росію, де ненавмисно викликає смерть радянської титанової людини під час бійки. Повернувшись до США, він зіткнувся з ворогом, призначеним урядом під назвою Фаєрповер. Коли вогнева міць виходить з ладу, Старк створює новий костюм, стверджуючи, що нова особа знаходиться в обладунках.
Незабаром після цього Старк ледь не вбив Каті Даре, психічно неврівноважену коханку. Вона обстрілює його в його тулуб, який травмує хребет, паралізуючи його. Старк піддається спеціальній операції, щоб в хребет було введено нервовий чип, щоб відновити його рухливість. Невідомий для промисловця, нервовий чип є підпільним засобом, за допомогою якого можна отримати контроль над своїм тілом. Постійна «битва» за контроль над нервовою системою Старка і подальше зречення на його кінець призводять до масового пошкодження нервів по всьому тілу Тоні. Старк починає керувати бронею Залізної людини з дистанційним керуванням, але, зіткнувшись з майстрами мовчання, костюм телеприсутності виявляється неадекватним. Старк розробляє більш збройний варіант костюма для носіння, «Костюм з варіантами відповіді на загрози», який стає відомим як обладунок Бойової машини. Зрештою, пошкодження його нервової системи стає занадто великим. Старк урешті-решт лікує себе, використовуючи чип для створення абсолютно нової (штучної) нервової системи, і знову стає Залізною людиною в новій броні Telepresence. Коли Роудс дізнається, що Старк маніпулює своїми друзями, підробляючи свою власну смерть, він розлючується, а друзі розлучаються. Роудс продовжує свою війну як сольну кар'єру.
Серія «The Crossing» розповідає про «Залізну людину» як про зрадника, завдяки багаторічним маніпуляціям диктатора Чанг Завойовника, що подорожує часом. Старк, як агент, що спав у в'язниці Кан, вбиває Марілла, няню Кристала і дочку, а також Ріту Демару, потім Аманду Чаней, союзнику Месників. Серія «Месники назавжди» переосмислює ці події як роботу замаскованого Іммортуса, а не Канга, і що психічний контроль повернувся лише на кілька місяців.
Щоб перемогти й Старка, і Кана, команда подорожує назад в часі, щоб знайти підлітка Ентоні Старка з альтернативного часу, щоб допомогти їм. Молодий Старк краде костюм залізної людини для того, щоб допомогти Месникам проти його старшого себе. Погляд на його молодшого себе шокує старшого Старка, достатнього для того, щоб він повернув миттєвий контроль над своїми діями, і він жертвує своїм життям, щоб зупинити Кана. Молодий Старк пізніше будує свій власний костюм, щоб стати новою Залізною людиною і залишається в наші дні.
Під час битви «Onslaught», підліток Старк помирає разом з багатьма іншими супергероями. Франклін Річардс зберігає цих «мертвих» героїв у кишеньковому всесвіті «Герої відроджених», в якій Старк знову є дорослим героєм; Франклін відтворює героїв у кишеньковому всесвіті у тих формах, які йому найбільше знайомі, а не такими, які вони є в даний час. Відроджений дорослий Старк, повернувшись до звичайного Всесвіту Марвел, зливається з оригінальним Старком, який помер під час «Перетинання». Цей новий Ентоні Старк володіє спогадами оригінального і підлітка Ентоні Старка, і таким чином вважає себе по суті обома. За допомогою юридичної фірми Nelson & Murdock він повертає свою долю з Stark Enterprises, який був проданий корпорації Fujikawa після смерті Старка. Після реформи «Месники» Старк вимагає скликання слухання, щоб розглянути його дії безпосередньо перед інцидентом Onslaught. Очистившись від правопорушень, він знову приєднується до Месників.

### 2000-ні
Броня Старка стає розумною. Спочатку Старк вітає цю «живу» броню. Броня починає ставати все агресивнішою, убиваючи без розбору і зрештою бажаючи замінити Старка взагалі. Під час остаточного протистояння на безлюдному острові Старк переживає інший серцевий напад. Броня жертвує власним існуванням, щоб врятувати життя свого творця, відмовившись від важливих компонентів, щоб дати Старку нове, штучне серце. Це нове серце розв'язує проблеми зі здоров'ям Старка, але не має внутрішнього джерела живлення, тому Старк знову стає залежним від періодичної зарядки. Інцидент з розумною бронею так заважає Старку, що він тимчасово повертається до використання нехитрої ранньої моделі своєї броні, щоб уникнути повторного інциденту. Він використовує ланцюги рідкого металу, знані як S.K.I.N. що утворюється в захисну оболонку навколо його тіла, але в кінцевому підсумку повертається до звичайнішої жорсткої металевої броні.
Протягом цього часу, Старк має роман з Руміко Фудзікава, заможною спадкоємицею і дочкою людини, яка перебрала його компанію під час періоду «Героїв Відродження». Її стосунки зі Старком переживають багато висот і мінімумів, включаючи невірність зі суперником Старка, Тиберіусом Стоуном, частково тому, що веселий Руміко вважає, що Старк занадто серйозний і нудний. Їхні стосунки закінчується смертю Руміко.
У сюжетній лінії «Роззброєні Месники» Старк змушений піти у відставку після того, як розпочав тираду проти латверійського посла в Організації Об'єднаних Націй, маніпулюючи психічно незбалансованою Багряною Відьмою, яка знищує особняк Месників і вбиває кількох членів. Старк публічно стоїть як Залізна людина, але продовжує використовувати костюм. Він приєднується до «Месників», зупиняючи прорив у плоті й навіть рятує Капітана Америку від падіння. Тоні змінює базу Месників на Старківську башню. Дух, живий лазер і шпигун з'являються знову і переносять залізну людину зі стандартних історій супергероїв до боротьби з політикою та індустріалізмом.
Нові Месники: Ілюмінати # 1 (червень 2006) показує, що за роки до цього Старк брав участь в таємній групі, яка включала «Чорну пантера», «Професор Ікс», «Містер Фантастик», «Чорний болт», «Доктор Штрайн» і «Намор». Метою групи (під назвою «Ілюмінати») було розробити стратегічні загрози, в яких Чорна пантера відкидає пропозицію про членство. Мета Старка — створити керівний орган для всіх супергероїв у світі.

#### Громадянська війна
У сюжетній лінії «Громадянська війна», після дій недосвідчених супергероїв, нові воїни призводять до знищення декількох міських кварталів в Стемфорді, штат Коннектикут. Дізнавшись про запропоновані Урядом плани, Тоні Старк пропонує новий план для розслідування Закону про надлюдську реєстрацію. Закон повинен змусити кожен штат в США зареєструвати свою особу в уряді і діяти як ліцензовані агенти. Акт змусить недосвідчених суперлюдей пройти навчання, як використовувати та контролювати свої здібності, у що Тоні твердо вірить. Після боротьби з алкоголізмом, Старк переніс величезний тягар вини після того, як майже вбив невинного спостерігача під час пілотування броні. У той час як Рід Річардс і д-р Генрі «Генк» Пім обидва погоджуються з пропозицією Старка, не всі. Після того, як Капітану Америці наказано залучити будь-кого, хто відмовляється зареєструватися, він та інші антиреєстраційні супергерої виходять з команди, вступаючи в конфлікт з про-реєстраційними героями на чолі з Залізною людиною. Війна закінчується, коли капітан Америка здається, щоб запобігти подальшому побічному збитку і цивільним жертвам, хоча він переміг Старка, розрядив його броню. Старк призначений новим директором Щ. И.Т.а, і організовує нову санкціоновану урядом групу Месників. Незабаром після цього Капітан Америка убитий під час ув'язнення. Це змушує Старка задуматися щодо вартості його перемоги.

#### Таємне вторгнення
У сюжеті «Таємне вторгнення», після того, як Тоні Старк пережив спробу Альтрона взяти на себе його тіло, він стикається в лікарні Жінкою-павуком, яка тримає труп Скрулла. Він зрозумів, що це початок вторгнення Скруллів, Тоні розкриває труп ілюмінаторам і заявляє, що вони воюють. Розуміючи, що вони не в змозі довіряти один одному, члени всі окремо формують індивідуальні плани щодо вторгнення. Старк дискредитований і публічно принижений після його нездатності передбачити або запобігти таємному проникненню і вторгненню на Землю Скруллами, а також відключенню Скрулла від своєї технології StarkTech, яка мала фактичну монополію на захист у всьому світі. Після вторгнення уряд США усунув його з посади голови S.H.I.E.L.D. і звільняє Месників, передаючи контроль над Ініціативою Норману Осборну.

#### Темне правління
Старк завантажує вірус, щоб знищити всі записи Закону про реєстрацію, таким чином він хотів не дозволити Осборну дізнатися особистості героїв і все, що Осборн міг би використовувати, включаючи його генератори відштовхування. Єдиною копією бази даних є мозок Старка, який він намагається видалити під час бігу від Осборна. Старк заходить так далеко, що завдає шкоди самому собі, щоб забезпечити знищення відповідної інформації. Коли Осборн наздоганяє ослабленого Старка і б'є його, Пеппер Поттс транслює побиття в усьому світі. Старк переходить у вегетативну державу, попередньо надавши Дональду Блейку доручення. Голографічне повідомлення, що зберігається в бронях Пеппер, показує, що Старк розробив засоби «перезавантаження» свого розуму від свого поточного стану до його знищення бази даних, а Блейк і Баккі вирішили використати його для відновлення його нормального стану. Тим часом Старк потрапив у свою підсвідомість, де його власна думка перешкоджає поверненню до світу пробудження. Коли процедура не працює, Бакі просить допомоги у Доктора Стренджа, якому вдалося відновити Старка. Створений резервний Старк був зроблений до громадянської війни, і як такий він не пам'ятає нічого, що відбувалося під час заходу, хоча він все ще доходить висновку, після перегляду своїх минулих дій, що він не зробив би нічого іншого. Його пошкодження мозку означає, що він тепер залежить від дугового реактора для підтримки автономних функцій свого тіла.

### 2010-ті

#### Marvel NOW! 2016
У липні 2016 року було оголошено, що Тоні Старк передасть броню «Залізної людини» 15-річній дівчині, на ім'я Рірі Вільямс. Рірі — студент MIT, яка збудувала свій власний костюм із Залізної людини зі шматок брухту і, як такий, він привертав увагу Старка. Раніше зображення костюма Вільямса зображували його без реактора дуги, але джерело живлення для костюма залишається неясним.

#### Існуючий як A.I.
Слідом за відкриттям, що Старк експериментував над собою наприкінці громадянської війни, Звір робить висновок, що єдиним варіантом є те, що експерименти проводилися в цілях в лікування Тоні. У капітана Марвела № 3, Тоні Старк А. І. їде до Антарктиди та відвідує Капітана Марвела з наміром врегулювати стосунки від Другої громадянської війни, вона приносить йому вибачення за жаль, згодом примиряється з ним і знову стає союзниками. Тоді в Таємній імперії Тоні Старк А. І. знову стає Залізною людиною і дізнається про зраду Капітана Америки, який є агентом Гідри. Тоні Старк А. І. керує командою, відомою під назвою Underground, щоб знайти Космічний куб, щоб відродити Роджерса. Повернувшись до Америки, Гідра примушує Немора підписати мирний договір, за якого він надає Роджерсу доступ до фрагмента космічного куба в Атлантиді. Капітан Америка і Залізна людина борються один проти одного, але гора руйнується навколо них. Тоні Старк А. І. ініціює «Чистий протокол» Гори, і підриває Гору, вбиваючи Мадам Гідру, потім вибачає Стіва Роджерса про їхні минулі відмінності, але ІІ виживає і, в остаточному випадку, допомагає героям знову зібрати шматки Месників. Коли Залізна людина протистоїть Гідрі Верховномій, він і інші герої легко перемагають його і спостерігають, як Капітан Америка перемагає свою версію з Гідри.

##### Marvel Legacy
Мері Джейн Вотсон та інші працівники Старка вважають, що тіло Старка повністю зникло з його стручки, попри те, що тести, зроблені кілька годин тому, не показують жодних ознак поліпшення або активності мозку.

## Сили, здібності та обладнання

### Костюм
Кібернетична броня, яка наділяє суперсилою і стримуванням болю. Броня дозволяє літати, стріляти силовими променями, забезпечує доступ до баз даних «Щ. И. Т.а» і Месників. У шолом встановлені пристрої зв'язку, сканери, які показують, що навколо відбувається і відеокамери. На складі Старка є багато різних модифікацій броні. Усі екземпляри можуть керуватися дистанційно.

### Сили
У тіло Старка проник унікальний технологічний вірус «Екстреміс», який вплинув на структуру його нервової системи. Тепер зв'язок Тоні з бронею схожий на відносини з симбіотичним організмом: Залізна людина відчуває свій костюм кожною клітиною тіла і навіть отримав зцілюючий фактор.

## У інших медіа

### Фільми

#### Кіновсесвіт Marvel

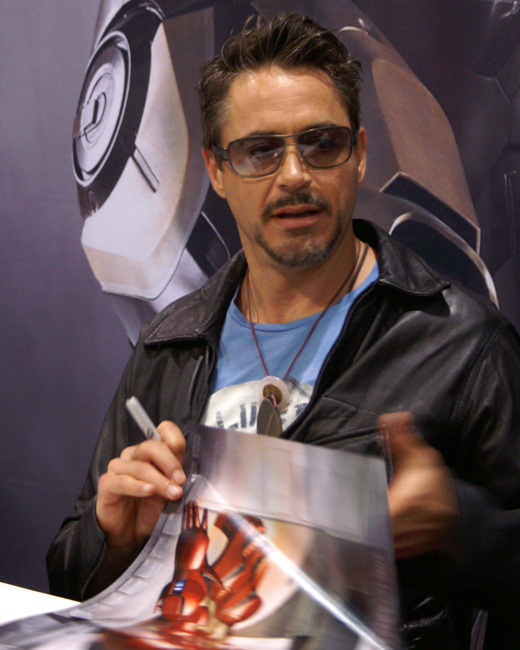
Роберт Дауні-молодший — виконавець ролі Тоні Старка

- «Залізна людина»
Фільм розроблявся з 1990-х років компаніями Universal Studios, 20th Century Fox і New Line Cinema, а у 2006 році Marvel Studios викупила права на фільмування. Для Marvel це був перший повністю фінансово самостійний проєкт. Фавро, ставши керівником зйомок, вирішив знімати фільм у першу чергу в Каліфорнії, щоб виділити «Залізної людини» серед численних фільмів про супергероїв, знятих в Нью-Йорку. Під час знімання актори могли вільно змінювати свої діалоги, тому що вся увага була зосереджена на сюжеті фільму. Гумові та металеві броні, створені Стенлі Уїнстоном, були доповнені комп'ютерною графікою для створення головного героя. Перший фільм про Залізну людину вийшов в широкий прокат 2 травня 2008 року і став одним з найуспішніших фільмів Marvel як за касовими зборами, так і з прийому у критиків. Роль Тоні Старка виконав Роберт Дауні-молодший. Фільм став першим, який увійшов до Кіновсесвіту Marvel.
- «Неймовірний Халк»
Військове обладнання американської армії носить марку «Stark Industries». Сам Роберт Дауні-молодший з'явився в ролі Старка в сцені після титрів.
- «Залізна людина 2»
У Росії Іван Ванко бачить у ЗМІ висвітлення Старка про його особистість як Залізної людини та починає будувати власний мініатюрний дуговий реактор. Шість місяців пізніше, Старк став суперзіркою і використовує свій костюм «Залізної людини» за мирні засоби, чинить опір урядовому тиску, щоб продати свої проєкти. Він відновлює Stark Expo, щоб продовжити спадщину свого батька, але виявляє, що ядро паладію в дуговому реакторі, який тримає Старка живим і силою броня, повільно його отруює. Зростаючи все більш безрозсудно і зневірившись своєю загрозливою смертю, Старк призначає Пеппер Поттс генеральним директором Stark Industries і наймає співробітника Старка Наталі Рушман, щоб замінити її своїм особистим помічником. Старк конкурує в Гран-прі історії Монако, і нападає на середину гонки Ванко, який володіє електрифікованими батогами. Старк донс свого Марка V броня і перемагає Ванко, але костюм сильно пошкоджений. Ванко пояснює свій намір довести світові, що Залізна людина не є непереможною. Суперник Старка, Джастін Хаммер, підробив смерть Ванко, розбивши його з в'язниці, і попросив його побудувати броньовані костюми на сцені Старка. На його день народження, Старк напивається під час носіння костюма Марка IV. Роудс озброює прототипу Марка II Старка і намагається його утримати. Боротьба закінчується тупиком, тому Роудс конфіскує Марк II для ВПС США. Нік Ф'юрі виявляє, що Говард Старк був в Щ. И.Т.і. А точніше його засновником, якого знав Ф'юрі особисто, і що батько Ванко Антон спільно винайшов дуговий реактор з Говардом Старком, але намагався продати його для отримання прибутку. Говард Старк вигнав Антона, а Радянський суд відправив його в ГУЛАГ. Старк виявляє приховане повідомлення в діорамі «Старк Експо» 1974 року, діаграмі структури нового елемента, який синтезує Старк. Коли він дізнається, що Ванко ще живий, він поміщає новий елемент у свій дуговий реактор і закінчує свою паладієву залежність. На виставці «Хаммер» розкриває броньовані безпілотники Ванко, очолювані Роудсом у сильно збройній версії броні Марка II. Старк прилітає в броні Марка VI, щоб попередити Роудса, але Ванко віддалено бере на себе контроль над дронами й бронею Роудса та атакує Залізну людину. Після того, як Романова змогла повернути контроль над бронею Марка II на Роудсу, Старк і Роудс разом перемогли Ванко і його трутнів. На дебрифінгу, Ф'юрі повідомляє Старку, що через важку особистість Старка, Щ. И.Т. має намір використовувати його тільки як консультанта. Старк і Роудс отримують медалі за героїзм.
- «Тор»
Поява Руйнівника викликає в одного з агентів Щ. И.Т. асоціацію з «Stark Industries»: «Привіт від Старка?». На це агент Філ Колсон відповідає: «Не знаю. Він ні про що мені не розповідає».
- «Перший месник»
Батько Тоні, Говард Старк, показаний у фільмі одним з учених проєкту «Супер-Солдат», його зіграв Домінік Купер. Сам Тоні з'являється як Залізна людина в сцені після титрів разом з іншими Месниками.
- «Месники»
Кілька місяців по тому, у відповідь на напад асґардського бога Локі, Щ. И. Т. Агент Філ Коулсон відвідує Старка, щоб він оглянув дослідження Еріка Селвіґа про Тесеракт. У Штутгарті, Старк разом з Капітаном Америкою і Романовою, протистоять Локі, який здається. Тор приходить і звільняє Локі, але після конфронтації зі Старком і Роджерсом, погоджується відвезти Локі в летючий авіаносець Щ. И.Т.а. Месники розділилися в думках, щодо того, що робити з Локі, так і через одкровення, що Щ. И.Т. планує використовувати Тесеракт для розробки зброї. Агенти, якими володіє Локі, атакують вертоліт, відключаючи один з його двигунів у польоті, який Старк і Роджерс повинні активувати для перезавантаження. Локі втікає. Старк і Роджерс розуміють, що для Локі просто їх перемогти не вистачить; він повинен публічно пересилити їх, щоб підтвердити себе як правителя Землі. Локі використовує Тесеракт, щоб відкрити червоточину над вежею Старка в Нью-Йорку. Чітуарійський флот у космосі проникає через червоточину, Старк та інші збираються на захист міста. Керівник Світової Ради Безпеки намагаються припинити вторгнення, запустивши ядерну ракету в центрі Манхеттену. Старк перехоплює ракету і, очевидно, жертвує своїм власним життям, переносить її через червоточину до флоту чітаурі. Ракета підриває, знищуючи материнський корабель чітаурі та відключаючи їхні сили на Землі. Костюм Старка вичерпує енергію, і він падає назад через червоточину, але Галк рятує його від падіння в землю.
- «Залізна людина 3»
Після битви Адріан Тоомес і його контракт з компанією з порятунку очистили місто, але їхня робота була прийнята Департаментом по контролю за пошкодженнями (D.O.D.C.), партнерством між Старком і урядом США. Розлючений Тоомс переконує своїх співробітників утримувати технологію чітаурі, яку вони вже спробували створити для створення передової зброї. Старк розвиває ПТСР зі свого досвіду під час інопланетного вторгнення, що призводить до панічних нападів. Неспокійний, він будує кілька десятків костюмів Залізної людини. Геппі Гоґан постраждав в одній з низки вибухів терориста, відомого лише як Мандарин, і тоді Мандарин, знищує будинок Старка з вертольотів. Майя Хансен, яка прийшла, щоб попередити Старка, переживає атаку разом з Поттсом. Старк втікає в костюмі «Залізної людини», який Д.Ж.А.Р.В.І.С. відправив до сільського Теннессі, слідуючи плану польоту від розслідування Старка до Мандарина. Експериментальна броня Старка не має достатньої сили, щоб повернутися до Каліфорнії, і світ вважає його мертвим.
Старк досліджує залишки місцевого вибуху, що мають ознаки мандаринського нападу. Він виявляє, що «бомбардування» були викликані солдатами, підданими екстремуму Хансена, причому вибухи фальшиво приписувалися терористичному сюжету, щоб приховати вади Естреміса. Старк простежує мандарин до Маямі та проникає в його штаб, використовуючи імпровізовану зброю. Він виявляє, що мандарин насправді англійський актор, на ім'я Тревор Слаттері, який не звертає уваги на дії, що здійснюються за його іміджем; Кілліан, який привласнив дослідження Хансена Екстреміс, як ліки проти власної інвалідності та розширив програму з включенням поранених ветеранів війни, є справжнім мандарином. Захопивши Старка, Кілліан показує йому, Поттс (яку він викрав), яку він піддав екстремізму, щоб отримати допомогу Старка, щоб виправити недоліки Естреміса і таким чином зберегти Поттс.
Старк втікає і знову збирається з Роудсом, відкриваючи, що Кілліан має намір напасти на президента Елліса на борту Air Force One. Старк рятує пасажирів і екіпаж, але не може зупинити Кілліана від викрадення Елліса і знищення ВПС. Кілліан має намір вбити Елліса на нафтовій платформі на телебаченні. На платформі, Старк йде, щоб врятувати Поттс, поки Роудс рятує президента. Старк викликає свої костюми із Залізної людини, віддалено керовані Д.Ж.А.Р.В.І.Сом, щоб забезпечити повітряну підтримку. Поттс, переживши процедуру Екстреміс, вбиває Кілліана. Тоні знищив всі костюми Залізної людини як знак своєї відданості Поттс, і йде на операцію з видалення осколків, біля його серця. Він викидає в море застарілий грудний дуговий реактор, роздумуючи, що він завжди буде Залізною людиною.
- «Перший месник: Друга війна»
Старк був згаданий в розмові Ніка Ф'юрі та Стіва Роджерса про проєкт «Осяяння» (Старк розробив репульсійні двигуни для проєкту гелікарріерів). Марія Гілл йде працювати в «Stark Industries». У фільмі Олександр Пірс згадує Тоні як Залізної людини кажучи з Ніком Ф'юрі про скасування проєкту «Осяяння» в словах «Добре. Але ти притягнеш Залізну людину на день народження моєї племінниці. І не просто притягнеш. Він привітає її». Також в кінці фільму можна помітити Старка, що знаходиться у вежі Месників, як мета для знищення гелікарріерів проєкту «Осяяння», керованих Гідрою.
- «Месники: Ера Альтрона»
Кілька років по тому, Старк і Месники напали на об'єкт «Гідри», яким керував барон Вольфганг фон Струкер, який експериментував над братом і сестрою П'єтро і Вандою Максимовами, використовуючи скіпетр, який раніше володів Локі. У той час як команда бореться за межами бази, Старк входить до лабораторії, щоб знайти скіпетр, і знаходить його разом з кораблями чітаурі з битви в Нью-Йорку і андроїдами, що будуються. Ванда підкрадається за спиною і використовує свої сили для маніпулювання розумом, щоб дати йому привидне бачення: решту мертвих або вмираючих на темному світі в космосі, з щитом капітана, розбитого навпіл на землі. Роджерс попереджає його «Ви могли б нас врятувати», і його слова перед смертю «Чому ви не зробили більше?». Потім він бачить величезний флот кораблів чітаурі, що летять на гігантський портал, що веде до Землі. Старк пробуджується з бачення і заберає скіпетр Локі.
Повертаючись до Старкової вежі, Старк і Брюс Беннер виявляють штучний інтелект у самому камені, і таємно вирішують використовувати його для завершення глобальної програми оборони «Альтрон» Старка. Несподівано розумний Альтрон усуває Д.Ж.А.Р.В.І.Са Альтрон нападає на Месників, втікаючи зі скіпетром, Альтрон будує армію роботів безпілотних літаків, вбиває Струкера, вербує Максимових, які вважають Старка відповідальним за смерть їх батьків. «Месники» знаходять і атакують Альтрона, але Ванда підкоряє більшу частину команди персоналізованими, тривожними баченнями, змушуючи Беннера перетворитися на Галка, поки Старк не зупинить його Галк-бастером обладунками.
Після того, приїжджає Нік Фюрі й закликає Старка та інших сформувати план, щоб зупинити Альтрона, який, як виявилося, змусив приятеля команди доктора Хелен Чо удосконалити для нього нове тіло. Максимові стають проти Альтрона, коли сили Ванди розкривають його план знищення людства. Роджерс, Романова і Бартон знаходять Альтрона і витягують синтетичне тіло, але Альтрон захоплює Романову. Повернувшись до штаб-квартири в Нью-Йорку, «Месники» змагаються між собою, коли Старк таємно завантажує в синтетичне тіло Д.Ж.А.Р.В.І.Са Тор повертається, щоб допомогти активізувати тіло, пояснюючи, що дорогоцінний камінь на чолі — один з шести Каменів нескінченності, найпотужніший. Віжн і Максимові супроводжують Старка і Месників в Соковію, де Альтрон використав решту вібраніуму, щоб побудувати машину, яка зможе підняти частину столиці в небо, маючи намір розбити її об землю, щоб викликати глобальне знищення. Один з дронів Альтрона активізує машину. Місто падає, але Старк і Тор перевантажують машину і знищують її у повітрі. Месники встановлюють нову базу, а Старк залишає команду в руках Роджерса і Романової.
- «Людина-мураха»
На початку фільму, в флешбеку був показаний Говард, як один з вищих керівників Щ. И.Т.а. Пізніше Тоні був згаданий Генком Пімом в розмові зі Скоттом Ленґом, коли той запропонував звернутися за допомогою до Месників.
- «Перший месник: Протистояння»
Через декілька місяців після битви за Соковію, Державний секретар США Таддеус Росс повідомляє Месникам, що Організація Об'єднаних Націй (ООН) готується прийняти Соковійські угоди, які встановлять нагляд за командою. Месники розділені: Старк підтримує нагляд через його роль у створенні Альтрона і руйнування Соковії, в той час, як Роджерс краще довіряє власним судженням, ніж думці уряду. Обставини призвели до того, що Роджерс і його суперсолдат Бакі Барнс стали втікачами з Семом Уілсоном, Максимовою, Клінтом Бартоном і Скоттом Ленґом. Старк збирає команду, до складу якої входять Романова, Т'Чалла, Роудс, Віжн і Пітер Паркер. Роджерс і Барнс врятувалися. Старк дізнається, що Барнса контролювали і переконує Вілсона сказати йому місце знаходження Роджерса. Не поінформувавши Росса, Старк вирушає в об'єкт Сибірської Гідри і досягає перемир'я з Роджерсом і Барнсом. Вони знаходять інших суперсолдатів, які були вбиті Гельмутом Земо, який показав кадри, які показують, що Барнс вбив батьків Старка. Старк обертається на них, розчленовуючи роботичну руку Барнса. Після інтенсивної боротьби, Роджерс, нарешті, встигає відключити броню «Залізної людини» Старка і втікає з Барнсом, залишивши свій щит позаду. Старк повертається в Нью-Йорк, щоб попрацювати на фігурних суглобах, що дозволять Роудсу знову ходити.
- «Людина-павук: Повернення додому»
Пітер Паркер продовжує навчання в середній школі, коли Старк каже йому, що він ще не готовий стати повноправним Месником. Старк рятує Паркер від майже потопаючого після зустрічі з Адріаном Тоомесом як стерв'ятником. Старк попереджає Паркера, щоб він не мав справу зі злочинцями. Ще одна зброя з Тоомаса розриває пором Статен-Айленд Феррі. Старк допомагає Паркер врятувати пасажирів. Паркер розуміє, що Стерв'ятник планує захопити Д. О. літак, який транспортує зброю від Старкової вежі до нового штабу команди. Після того, як Паркер зірвав план і врятував Тоомса від вибуху, Старк запрошує його стати повноправним Месником, але Паркер відмовляється. Старк вирішує скористатися можливістю конференції, і запропонував Пеппер одружитися. Наприкінці фільму Старк повертає костюм до Пітера.
- «Месники: Війна нескінченності»
У 2018 році Старк і Пеппер знаходяться в парку Нью-Йорка, де обговорюють питання про дітей, коли Брюс Беннер, який зник після битви під Соковією, з'явився на Санктум Санкторумі. Банер розповідаю Стівену Стренджу, Вонґу і Старку, що божевільний титан Танос планує використовувати «Камені нескінченності», щоб вбити половину всього життя у Всесвіті. Чорний орден Таноса прилітають, щоб отримати Камінь часу, змусивши Стренджа, Старка, Вонґа і Пітера Паркера протистояти їм. Стрендж був захоплений, Старк і Паркер переслідують космічний корабель, який забрав його. Тріо подорожують до рідної планети Таноса — Титан, де зустрічаються членів Вартових Галактики. Вони формують план протистояння Таносу, але план виходить з ладу; Танос перемагає групу і пронизує Старка. Стрендж дав Камінь Часу в обмін на те, що Танос, помилує Старка. Танос бере камінь і телепортується на Землю, Танос отримає останній камень нескінченності та клацає Рукавицею нескінченності. Старк, що опинився на Титані, спостерігає, як Паркер та інші перетворюються на пил.
- «Месники: Завершення»
Роберт Дауні молодший повторив роль Залізної людини у фінальному фільмі третьої фази Кіновсесвіту Marvel.

### Мультсеріали
- Перша мультиплікаційна поява Залізної людини відбувається у мультсеріалі «Супергерої Marvel» 1 вересня 1966 року.
- У серіалі «Людина-павук та його дивовижні друзі» 1983 року Залізна людина з'являється в якості свого альтер-его — мільярдера Тоні Старка.
- У 1994 році Залізна людина був в декількох серіях мультсеріалу «Людина-павук» 1994 року. Причому в першому сезоні замість серцевої недостатності головним недугою Тоні Старка була шрапнель, яка застрягла в спині.
- Залізна людина був в одній серії 2-го сезону «Фантастичної Четвірки» і також однією серії «Неймовірного Галка»
- «Залізна людина» — мультсеріал, який виходив з 1994 по 1996 рік. У цьому мультсеріалі Тоні працює не один, а з супергеройською командою Месники.
- Залізна людина був в декількох серіях серіалу «Месники. Завжди разом».
- Залізна людина з'являвся в одній серії серіалу «Фантастична четвірка: Найбільші герої світу».
- У 2009 році вийшов третій мультсеріал «Залізна людина: Пригоди в броні», в якому Тоні і його друзі представлені підлітками. Тоні ніколи не ходив в школу і навчався вдома, в результаті ставши по-справжньому геніальним підлітком. З колегою батька, Обадайя Стейна, у Тоні були погані відносини, оскільки той хотів перетворити винаходи його і його батька в зброю. Тоні з батьком потрапили в авіакатастрофу, але Тоні вдалося врятуватися завдяки прототипу костюма Залізної людини. У серіалі чимало відмінностей від коміксів: наприклад, в коміксах Тоні та Пеппер Поттс завжди дружили, в той час, як в серіалі вони тільки познайомилися; лиходій Мандарин в серіалі також підліток, причому Тоні довго не знає, що він — його друг Джин Хан. Мадам Маска в серіалі дочка Стейна, а Червоне Динамо — костюм для польотів в космос.
- Взимку 2010 року вийшла японська екранізація коміксу, що складається з 12-ти серій.
- Восени 2010 року так само вийшов серіал «Месники. Найбільші герої Землі», де Залізна людина є одним з головних героїв і лідером команди (до того як передав свої обов'язки Капітану Америка).
- У травні 2013 року виходить мультсеріал «Команда Месників». Тоні Старк знову збирає команду, коли на його очах імовірно знищили Капітана Америка.
- Залізна людина з'явився у двох серіях мультсеріалу «Досконала Людина-павук».
- Залізна людина з'являвся в мультсеріалі «Лего Марвел Супергерої: Максимальне Перезавантаження» 2014 року, так само тут з'явився його головний ворог Мандарин.
- З'являється в мультсеріалі «Людина-павук» 2017 року.

### Мультфільми
- Залізна людина є одним з головних героїв повнометражного мультфільму «Нові Месники» і його продовження «Нові Месники 2».
- В анімаційному фільмі «Нові Месники: Герої Завтрашнього Дня» Тоні є одним з небагатьох Месників, хто зміг вижити після вирішального бою з Альтроном. Близько 10 років він разом з дітьми його соратників переховувався в арктичній базі Месників, про яку Альтрон не знав. По суті, він замінив дітям батька, проте Тоні так сильно тужив за полеглими друзям (Тор повернувся в Асґард тому, що Одін помер). Коли притулок було розсекречено, Тоні вступив в бій з Альтроном, але через втручання Залізних Месників програв. Альтрон не став вбивати Старка завчасно, тільки тому що він є його творцем. Діти врешті-решт знаходять Тоні та рятують з полону, але через знищення останнього справного костюма в сутичці з Альтроном Тоні у фінальній битві не брав участі.
- 27 січня 2007 вийшов повнометражний мультфільм «Незламна Залізна людина», випущений відразу на DVD.
- У повнометражному мультфільмі «Планета Галка» 2010 року Залізна людина з'являється в якості камео, як член Ілюмінатів разом з Містером Фантастиком, Доктором Стрендж і Чорним Громом. Озвучив його Марк Уорден.
- Залізна людина з'явилась в мультфільмі «Пригоди супергероїв: Морозний Бій!».

### Відеоігри
- Залізна людина з'являється в декількох іграх за фільмами, а також є одним з іграбельних персонажів в грі «Marvel Ultimate Alliance» і «Marvel Ultimate Alliance 2».
- З'являється в грі «The Punisher» (2005) в якості епізодичного персонажа.
- Є головним і іграбельним персонажем в іграх «Iron Man» і «Iron Man 2» від SEGA й Octane / Gameloft для Java.
- За фільмом, була випущена гра Залізна людина 3 для мобільних платформ IOS і Android.
- У грі «LEGO Marvel Super Heroes» присутній як ігровий персонаж.
- У грі «Marvel Heroes 2016» є іграбельним персонажем.
- У грі «Disney INFINITY», після поновлення «2.0 Marvel Super Heroes» присутній як ігровий персонаж.
- У грі «LEGO Marvel's Avengers» є іграбельним персонажем.
- У грі «Marvel Future Fight» є іграбельним персонажем.
- З'явиться в якості одного з головних героїв в сиквелі «LEGO Marvel Super Heroes» — «LEGO Marvel Super Heroes 2».

## Критика та відгуки
- У травні 2011 року Залізна людина посіла 12 місце у списку «Сто найкращих персонажів коміксів усіх часів» за версією IGN.
- Тоні Старк кілька разів потрапляв до списків найбагатших вигаданих персонажів за версією журналу Forbes: У 2006 році Старк посів 8-ме місце, його статки оцінили в 3 мільярди доларів, у 2007 році 10 місце з 6 мільярдами, у 2010 році 4 місце і 8,8 мільярда доларів, а у 2011 році 6 місце з 9,4 мільярда, 5 місце у 2012 році з 9,3 мільярдним статком і 4 місце з 12,4 мільярда доларів у 2013 році. 2007 року журнал «Forbes» поставив компанію Stark Industries на 16 місце в списку найбагатших вигаданих компаній, оцінивши її у 20,3 мільярда доларів. А у 2012 році той же журнал поставив маєток Старка на 10 місце в списку найдорожчих вигаданих будинків, оцінивши його вартість в 50,8 мільйона.